# Doamnă cu evantai (Velázquez)
Doamnă cu evantai este o pictură realizată în ulei pe pânză de către artistul spaniol Diego Velázquez în 1638-1639. Pictura înfățișează o femeie care poartă un voal de dantelă neagră pe cap și o rochie închisă la culoare, cu corsajul decoltat. Prin analiza dezvoltării stilistice a lui Velázquez, se consideră că portretul a fost pictat între 1638 și 1639. Acum, tabloul se află în Wallace Collection din Londra.

## Modelul
Doamnă cu evantai este un portret enigmatic. Deși majoritatea celorlalte portrete ale lui Velázquez înfățișează membrii familiei regale spaniole, curteni și funcționari ușor de recunoscut, modelul din Doamnă cu evantai nu a fost încă identificat cu certitudine. Așadar, încă lipsesc informații documentare exacte despre portret. Detaliile vestimentației sugerează că modelul ar putea fi Marie de Rohan, ducesa de Chevreuse (1600-1679), fiind îmbrăcată după moda franceză de la sfârșitul anilor 1630. Există o dovadă că Velázquez a pictat o franțuzoaică: o scrisoare din 16 ianuarie 1638, în care artistul afirma că a realizat odată portretul ducesei de Chevreuse care, exilată, locuia pe atunci la Madrid sub protecția lui Filip al IV-lea, după ce a scăpat din Franța deghizându-se în bărbat. Cu toate acestea, unii experți au susținut că nu se poate stabili nicio asemănare cu alte portrete ale ducesei și s-a presupus că îmbrăcămintea femeii este asemănătoare cu o tapada spaniolă, îmbrăcăminte anterioară stilului maja al secolului al XVIII-lea.

## Proprietate
Doamnă cu evantai a fost înregistrată pentru prima dată în colecția lui Lucien Bonaparte la începutul secolului al XIX-lea. Se crede că Bonaparte a achiziționat-o în Spania atunci când a fost acolo în 1801. Dar, deoarece nu a existat o înregistrare anterioară a picturii în vreo colecție spaniolă, este posibil să o fi dobândit fie din Anglia, fie din Italia, unde a petrecut mai mult timp în perioada războaielor napoleoniene sau chiar din Franța, unde Bonaparte l-a întâlnit pe ducele de Luynes, descendent direct al ducesei de Chevreuse. Colecția lui Bonaparte a fost vândută în 1816. După alte vânzări, în 1847 pictura a fost cumpărată de Richard Seymour-Conway, al 4-lea marchiz de Hertford (1800-1870). La moartea sa, pictura a trecut în posesia fiului său, Richard Richard Wallace - astfel, portretul a rămas în Colecția Wallace.